# Július Toček
Július Toček (29. září 1939, Košice - 7. října 2004, Winterthur Švýcarsko) byl slovenský veslař, reprezentant Československa, olympionik, který získal bronzovou medaili z Olympijských her. V Tokiu 1964 získal bronzovou medaili v osmiveslici.